# Simon Eder
Simon Eder (Zell am See, 23 de febrero de 1983) es un deportista austríaco que compitió en biatlón. Su hijo Alfred compite en el mismo deporte.
Participó en cuatro Juegos Olímpicos de Invierno, entre los años 2010 y 2022, obteniendo dos medallas: plata en Vancouver 2010 y plata en Sochi 2014, ambas en la prueba de relevos.
Ganó cinco medallas en el Campeonato Mundial de Biatlón entre los años 2009 y 2021.

## Palmarés internacional
| Juegos Olímpicos   | Juegos Olímpicos            | Juegos Olímpicos  | Juegos Olímpicos |
| Año                | Lugar                       | Medalla           | Prueba           |
| ------------------ | --------------------------- | ----------------- | ---------------- |
| 2010               | Vancouver (Canadá)          | Medalla de plata  | Relevo           |
| 2014               | Sochi (Rusia)               | Medalla de plata  | Relevo           |
| Campeonato Mundial |                             |                   |                  |
| Año                | Lugar                       | Medalla           | Prueba           |
| 2009               | Pyeongchang (Corea del Sur) | Medalla de plata  | Relevo           |
| 2016               | Oslo (Noruega)              | Medalla de bronce | Individual       |
| 2017               | Hochfilzen (Austria)        | Medalla de bronce | Salida en grupo  |
| 2017               | Hochfilzen (Austria)        | Medalla de bronce | Relevo           |
| 2021               | Pokljuka (Eslovenia)        | Medalla de plata  | Relevo mixto     |